# Yasuyuki Saigo
Yasuyuki Saigo est un joueur de baseball japonais né le 30 août 1972 à Tokyo.

## Biographie
Yasuyuki Saigo participe aux Jeux olympiques d'été de 1996 à Atlanta et remporte la médaille d'argent.